# Eimerisaurus
L'eimerisauro (gen. Eimerisaurus) è un anfibio estinto, appartenente ai temnospondili. Visse nel Permiano inferiore (circa 295 - 290 milioni di anni fa) e i suoi resti fossii sono stati ritrovati in Germania.

## Descrizione
Questo animale era di piccole dimensioni e il suo aspetto doveva assomigliare a quello di una piccola salamandra. Il cranio era dotato di alcune caratteristiche che permettevano di distinguere Eimerisaurus da altri animali simili come Branchiosaurus o Micromelerpeton. Tra le caratteristiche più rilevanti vi erano una proiezione mediana dell'osso squamoso all'interno dell'osso sopratemporale e soprattutto una sorta di "mosaico sclerotico" all'interno dell'orbita, composto da piccole piastre poligonali irregolari. Oltre a ciò, Eimerisaurus era caratterizzato da una flangia nasale bassa sulla superficie ventrale della volta cranica, e da un basso processo dorsale dell'osso palatino, privo di esposizione laterale. 

## Classificazione
Il genere Eimerisaurus venne istituito nel 2002, per accogliere le specie note come "Pelosaurus" guembeli e "Tersomius" graumanni, descritte rispettivamente da Reis nel 1913 e da Boy 1980. La prima proviene dal bacino della Saar-Nahe e risale all'inizio del Permiano; la seconda, proveniente dalla zona di Eimer, sempre nella Germania sudoccidentale.
Analisi compiute nel 2002 su questi fossili indicano che Eimerisaurus guembeli ed Eimerisaurus graumanni potrebbero essere vicini alle famiglie Micromelerpetontidae e Amphibamidae, ma non è stato possibile chiarire maggiormente i rapporti filogenetici di questo genere (Boy, 2002). Analisi più recenti hanno indicato che Eimerisaurus era un rappresentante basale dei micromelerpetontidi (Schoch e Witzmann, 2018).